# Leopoldów (Hrubieszów)
Pour les articles homonymes, voir Leopoldów.
Leopoldów  (prononciation : [lɛɔˈpɔlduf]) est un village polonais de la gmina de Trzeszczany dans le powiat de Hrubieszów de la voïvodie de Lublin dans l'est de la Pologne.
Il se situe à environ 8 kilomètres à l'ouest de Hrubieszów (siège du powiat) et 98 kilomètres au sud-est de Lublin (capitale de la voïvodie).
Le village comptait approximativement une population de 500 habitants en 1886.

## Histoire
De 1975 à 1998, le village est attaché administrativement à la voïvodie de Zamość.

Depuis 1999, il fait partie de la voïvodie de Lublin.